# Miguel Ángel Rodríguez
Miguel Ángel Rodríguez Echeverría (ur. 8 stycznia 1940) – kostarykański adwokat, przedsiębiorca, ekonomista, inżynier rolnik i polityk Partii Jedności Społeczno-Chrześcijańskiej.
Od 1966 do 1970 był członkiem rządu. Od 1990 do 1993 przewodniczący parlamentu, kandydował na urząd prezydenta Kostaryki w 1986, 1994 i 1998. W wyborach z 1994 zajął drugie miejsce, zaś w wyborach z 1998 odniósł zwycięstwo (46,93% głosów) i objął urząd prezydenta do 2002. Zmniejszył liczbę ministrów z osiemnastu do dwunastu, powiększył również swoją pensję czterokrotnie, co jednak, na skutek oburzenia obywateli, był zmuszony odwołać. Od 15 września do 15 października 2004 obejmował stanowisko sekretarza generalnego Organizacji Państw Amerykańskich. W październiku tego roku został umieszczony w więzieniu w wyniku afery korupcyjnej (postawiono mu zarzuty sprzeniewierzenia części rządowego kontraktu z firmą francuską).